# 木原一郎
木原 一郎（きはら いちろう）は、日本のエリアマネジメント専門家、建築家。広島修道大学国際コミュニティ学部准教授。「カミハチキテル」ディレクター。「日本建築学会」中国支部都市計画委員会幹事。

## 経歴
幼少期よりサッカーに打ち込んでおり、「将来はサッカー界に貢献できる人になりたい」と考えていた。また理数系科目が得意で、ものづくりに興味があったため「サッカースタジアムを作る人になろう」と大学では建築関係を学んだ。高校時代には一人でサッカースタジアムを作ることが夢であり、「場」のデザインを通じて有意義な対話の機会をつくるという現在の研究にも通じるものがある。
広島大学大学院工学研究科 社会環境システム専攻博士。
2002年より日本建築学会に入会。2020年には同会中国支部都市計画委員会の幹事に就任。
2022年10月、RCCラジオ「ヒロマツ サタデー・ピットイン Season2」に出演。産官学でまちづくりを進める「カミハチキテル」のディレクターとして、取り組みの内容を話した。

## 受賞
- “H”ADC公開審査会　環境・空間・サイン・ディスプレイ部門賞: cona（2012年）
- グッドデザイン賞　障害者就労支援のためのパン工房 [cona] （2012年、チーム受賞）
- グッドデザイン賞　買い物難民解消のための食料品店 [BONHEUR] （2012年、チーム受賞）
- 2013年度第７回建築九州賞（作品賞）奨励作品選出（2014年、共同: 蟻塚学建築設計事務所）
- グッドデザイン賞（2020年）
- 日本ウッドデザイン賞（2020年）
- 日本サインデザイン賞（2020年）
- 日本空間デザイン賞2020（2020年）